# Chân dung của một Giáo sĩ (Helmich van Thweenhuysen II)

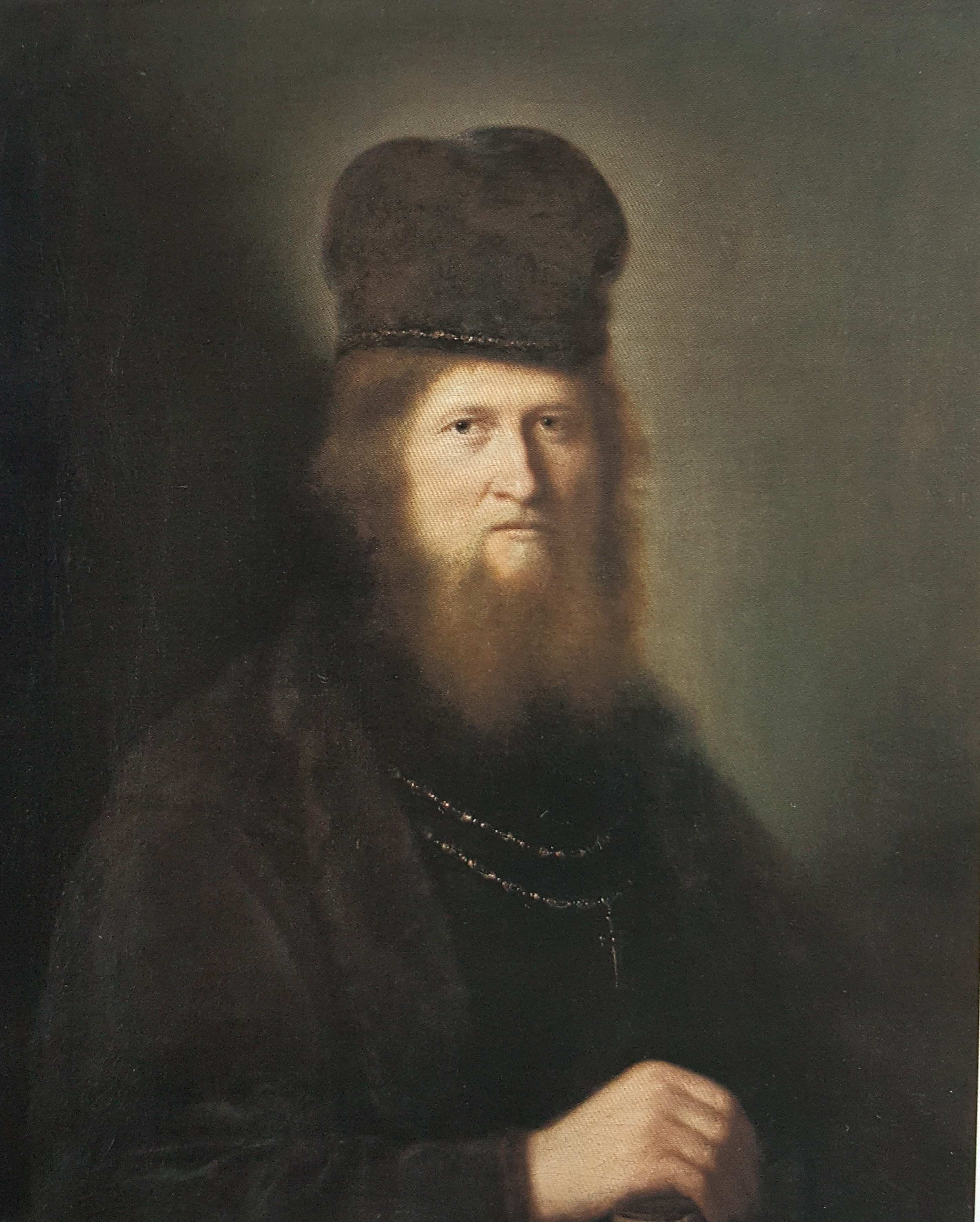
Chân dung của một giáo sĩ

Chân dung một Giáo sĩ là một bức tranh sơn dầu trên vải vào khoảng năm 1650 được vẽ bởi Rembrandt nhưng bây giờ được vẽ bởi Helmich van Thweenhuysen II, một họa sĩ người Hà Lan đang hoạt động tại Gdansk. Bức tranh ấy đã được đưa vào Bảo tàng Quốc gia ở Wrocaw từ năm 1947.
Bức tranh cho thấy một người đàn ông râu xám không rõ danh tính trên nền màu xám ô liu, tay phải đang đặt trên một quyển sách. Anh ta đội chiếc mũ và chiếc mũ ấy có thể có nghĩa là anh ta là một giáo sĩ Chính thống giáo, có thể là một giám mục Hy Lạp, và trước đây bức tranh có tên là Giám mục Hy Lạp. Một tác phẩm tương tự hiện có tuc Sphinx Fine Art ở London.

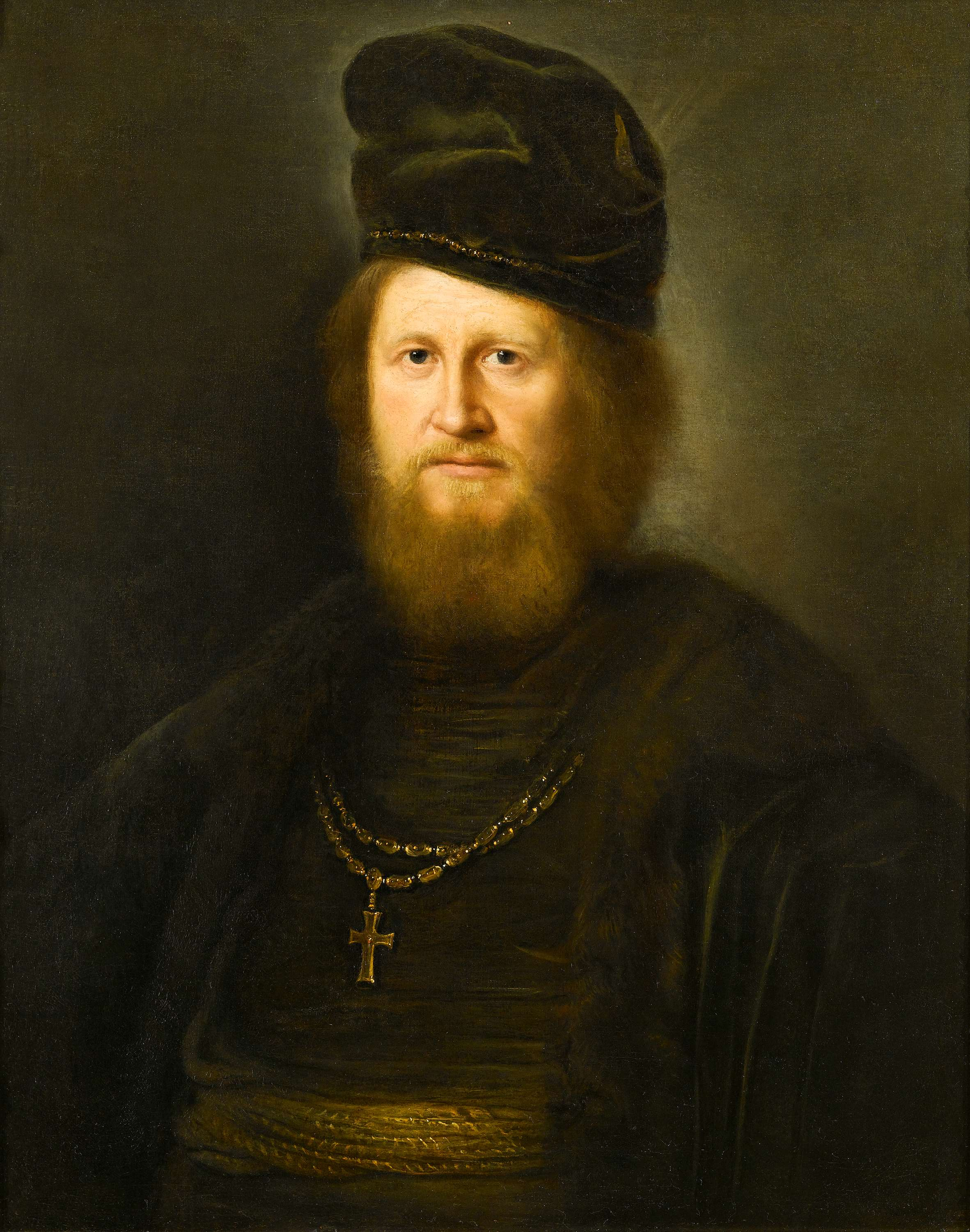
Bản sao London

Bức tranh này đã được tặng cho nhà thờ św. Elżbiety ở Wrocław bởi ủy viên hội đồng thành phố Anton Götz von Schwanenfliess vào năm 1708 với tư cách là một Rembrandt. Bức tranh này được phân bổ lại cho học trò của Rembrandt là Ferdinand Bol trong thế kỷ 19, sau đó cho một tín đồ người Đức của Rembrandt trong một danh mục năm 1879 của Bảo tàng Mỹ thuật ở Wrocław. Năm 1855 bức tranh được chuyển đến Ständehaus trên Phố Krupnicza vào năm 1879 đến Bảo tàng Mỹ thuật Silesian (Bảo tàng Schlesisches der bildenden Künste) với số hiệu là 259).
Vào năm 1903, bức tranh này lại được chuyển đến Bảo tàng Đồ thủ công và Cổ vật Nghệ thuật Silesian (Bảo tàng Schlesisches für Kunstgewerbe und Altertümer) với số lượng hàng tồn kho là 396: 04. Từ năm 1945 đến năm 1947, bức tranh được chăm sóc bởi Sở Bảo vệ và Bảo vệ Di tích của Wrocław, trước khi được chuyển đến ngôi nhà hiện tại vào năm 1947 của thành phố Wrocław trước khi chuyển đến ngôi nhà hiện tại.
Năm 1973, bằng cách đọc các chữ cái do Bożena Steinborn phát hiện trên bức tranh sơn dầu, bức tranh đã được vẽ lại một lần nữa, lần này là cho họa sĩ được biết đến với cái tên HvT Monogramist. Steinborn cho rằng tác phẩm giống với phong cách của Christoph Paudis. Phân bổ hiện tại của bức tranh ấy được chỉ định vào năm 1994 bởi Lech Borusewicz.